# Vasilij Buzunov
Vasilij Gavrilovič Buzunov (in russo Василий Гаврилович Бузунов?; Krasnojarsk, 4 febbraio 1928 – Romanovka, 18 febbraio 2008) è stato un calciatore e hockeista su ghiaccio sovietico, di ruolo attaccante.

## Carriera
Fu capocannoniere del campionato sovietico nel 1956 e nel 1957. Dal 1959 al 1960 fu al seguito delle truppe sovietiche in Germania, dove giocò in una squadra distrettuale.

## Palmarès

### Club
- Kubok SSSR: 1

Dinamo Mosca: 1953
- Pervaja Liga: 1

ODO Sverdlovsk: 1955

### Individuale
- Capocannoniere della Vysšaja Liga: 2

1956 (17 gol), 1957 (16 gol)